# Drosophila unicolor
Drosophila unicolor är en tvåvingeart som först beskrevs av Walker 1864.  Drosophila unicolor ingår i släktet Drosophila och familjen daggflugor.
Artens utbredningsområde är Nya Guinea och Moluckerna.